# Opperste Volksvergadering
De Opperste Volksvergadering (parlement) (Koreaans: 최고인민회의, Ch’oego inmin hoeŭi) is volgens de Noord-Koreaanse grondwet de hoogste machtsinstantie van het land. In werkelijkheid heeft de Opperste Volksvergadering geen enkele macht. De Opperste Volksvergadering komt maar enkele keren per jaar (maart en april) bijeen. In de tussenliggende periode neemt het uit de Opperste Vergadering gekozen Presidium van de Opperste Volksvergadering de dagelijkse taken waar. De voorzitter van het Presidium treedt tevens op als staatshoofd van Noord-Korea.
De Opperste Volksvergadering bestaat uit 687 voor 5 jaar gekozen leden. Op 3 augustus 2003 werd de 10e Opperste Volksvergadering gekozen. Naast de Koreaanse Arbeiderspartij (communisten) hebben nog twee andere partijen zitting in de Opperste Volksvergadering, nl. de Chondoïstische Chongu-partij en de Sociaaldemocratische Partij. Een kiescommissie stelt een lijst van kandidaten op. Per zetel zijn er twee kandidaten om uit te kiezen. De kandidaat met de meeste stemmen mag uiteindelijk zitting nemen.
Zetelverdeling in procenten (%)
- Koreaanse Arbeiderspartij - 87,5%
- Chondoïstische Chongu-partij - 3,4%
- Sociaaldemocratische Partij - 7,6%
- Onafhankelijken - 1,5%

(79,9% van de leden van de Opperste Volksvergadering is man)
Leden Presidium Opperste Volksvergadering
- Choe Ryong-hae - voorzitter (de jure staatshoofd, naast Eeuwig President Kim Il-sung)
- Thae Hyong-chol - 1e vicevoorzitter
- Kim Jong Dae - 2e vicevoorzitter
- Kim Jong Ju - erevicevoorzitter
- Choe Yong-Rim - erevicevoorzitter[1]
- Kim Jung Hyok - secretaris-generaal Opp. Volksvergadering
- Ryu Mi Jong - lid
- Kang Jong Sop - lid
- Pak Tae Hwa - lid
- Hong Sok Hyong - lid
- Ri Kwang Ho - lid
- Kim Kyong Ho - lid
- Ryom Sung Gil - lid
- Sung Sang Sop - lid
- Pak Sun Hui - lid
- Hyong Jong Rip - lid
- Tae Hyong Gol - lid